# Charles Edwin Powell
Pour les articles homonymes, voir Charles Powell et Powell.
Charles Edwin Powell est un acteur et producteur américain, né le 5 avril 1963 à Houston, au Texas (États-Unis).

## Filmographie

### Comme acteur
- 1994 : Cheyenne Warrior (TV) : Matthew Carver
- 1994 : Brainscan : Créature (scènes supprimées)
- 1994 : Les Jumelles Dionne (en) (téléfilm) (Million Dollar Babies), de Christian Duguay : George Sinclaire
- 1995 : Kids of the Round Table : State Trooper
- 1995 : New Gold Dream : Johnny Dowd
- 1995 : Hiroshima (TV) : Kermit Beahan
- 1995 : Planète hurlante (Screamers) : Ross
- 1996 : 2 Mayhem 3 : Case
- 1996 : Le Lac Ontario (TV) : Lt. Zale
- 1996 : Frankenstein and Me : Loved kid
- 1996 : Chercheurs d'or (feuilleton) (feuilleton TV) : Constable Henry
- 1997 : For Hire : Joe Watson
- 1997 : Souleyad : Charles
- 1997 : The Lost Daughter (TV) : Richard Leblanc
- 1997 : L'Appel de la forêt (téléfilm) de Peter Svatek : Hal
- 1997 : Un gars, une fille (série télévisée, 1997) (TV series) : Charles
- 1997 : Affliction : Jimmy Dane
- 1998 : Une fille aux commandes (Airspeed) : Jeff, A.T.C.
- 1998 : When Justice Fails : Josh
- 1998 : Jeu d'espionne (Provocateur) : Coach Felder
- 1999 : Mary Cassatt: An American Impressionist (TV) : Alexander Cassatt
- 1999 : Requiem for Murder : James Clouder
- 1999 : Nightmare Man : Davis
- 1999 : Time at the Top : Detective Gagin
- 1999 : The Patty Duke Show: Still Rockin' in Brooklyn Heights (TV) : Stone Adams
- 1999 : Les Hommes de main (The Collectors) (TV) : Scott Stone
- 1999 : Grey Owl, celui qui rêvait d'être indien (Grey Owl) : Walter Perry
- 1999 : Suspicion (The Intruder) : Nick Girard
- 2000 : L'Ombre de l'épervier II (série TV) : Bob Dugay
- 2000 : XChange : Quayle Scott
- 2000 : Into My Arms : Edwin
- 2000 : Live Through This (en) (TV), épisode pilote : Drake Taylor
- 2000 : Fantômes d'amour (Believe) : Courtney Hartney
- 2000 : Stardom : Terry Pfizer
- 2001 : Largo Winch (série télévisée) (Largo Winch: The Heir) (TV) : Michel Cardignac
- 2002 : Liaison obsessionnelle (Obsessed) (TV) : Peter Miller
- 2003 : Trahison (Deception) : Charles Powell
- 2003 : Fear of the Dark : Eric Billings
- 2003 : Lost Junction (en) de Peter Masterson : Porter
- 2003 : Regards coupables (Nightlight) (TV) : David Jacobson
- 2003 : Jericho Mansions : Robert jeune
- 2005 : Deadly Isolation (TV) : Cal Byers
- 2005 : Forbidden Secrets (TV) : Dan Lambeth
- 2006 : The 8th Plague (vidéo) : Curtis
- 2025 : New York, unité spéciale : Mueller Hayes (saison 26, épisode 19)

### Comme producteur
- 2000 : Into My Arms

### Comme présentateur
- « Le truc de Charlie » dans l'émission de jeunesse Popular Mechanics for Kids (Super Mécanix en français) (1997-2002).